# كيث وليامز (مهندس معماري)
كيث وليامز (بالإنجليزية: Keith Williams)‏ هو مهندس معماري بريطاني، ولد في 21 أبريل 1958.

## معرض صور

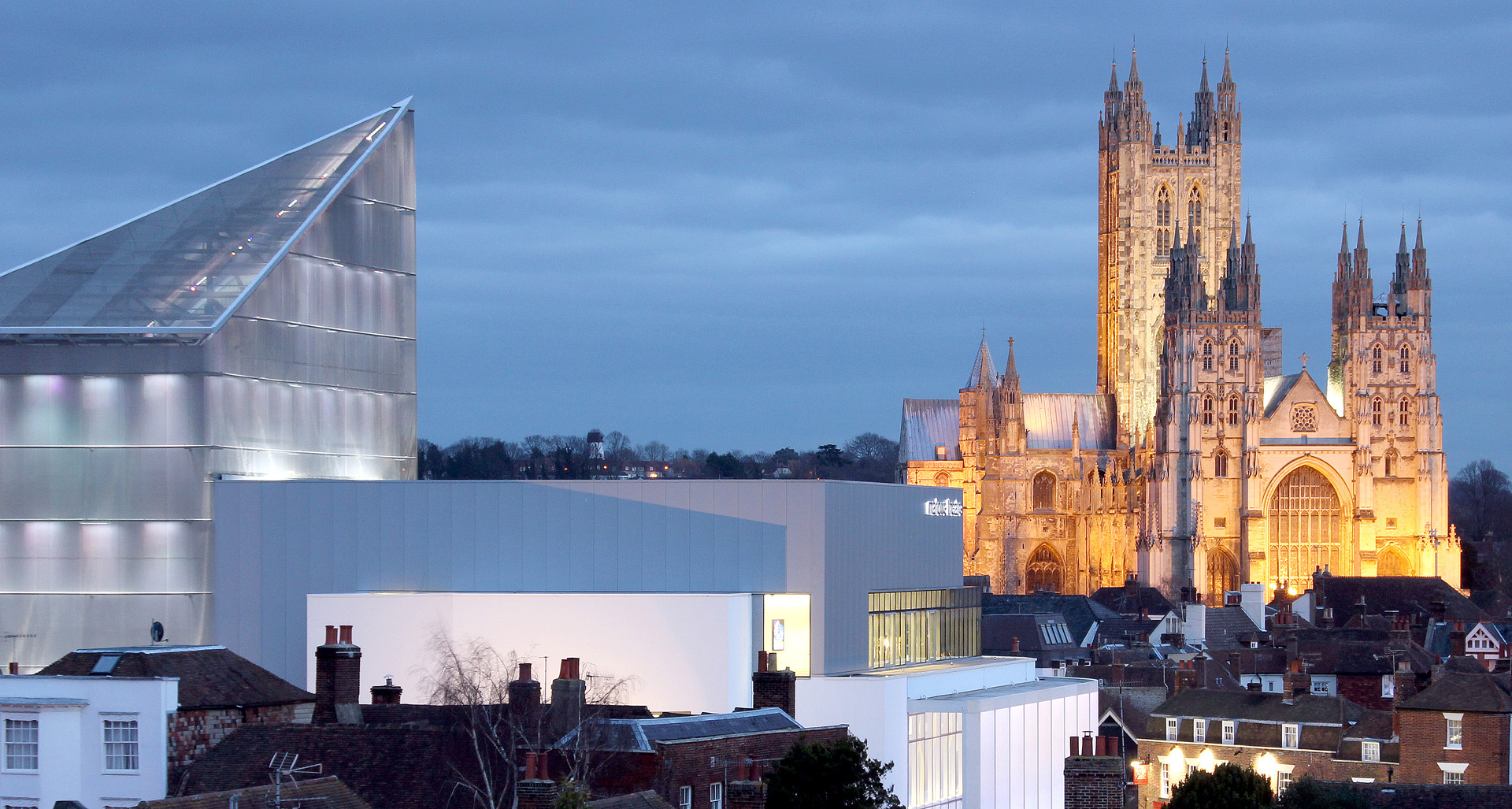
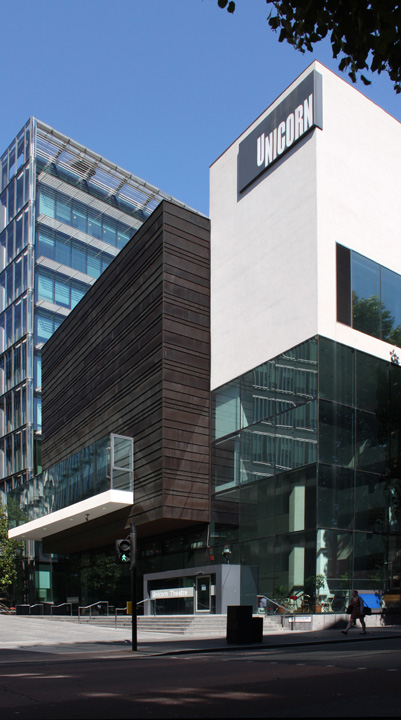
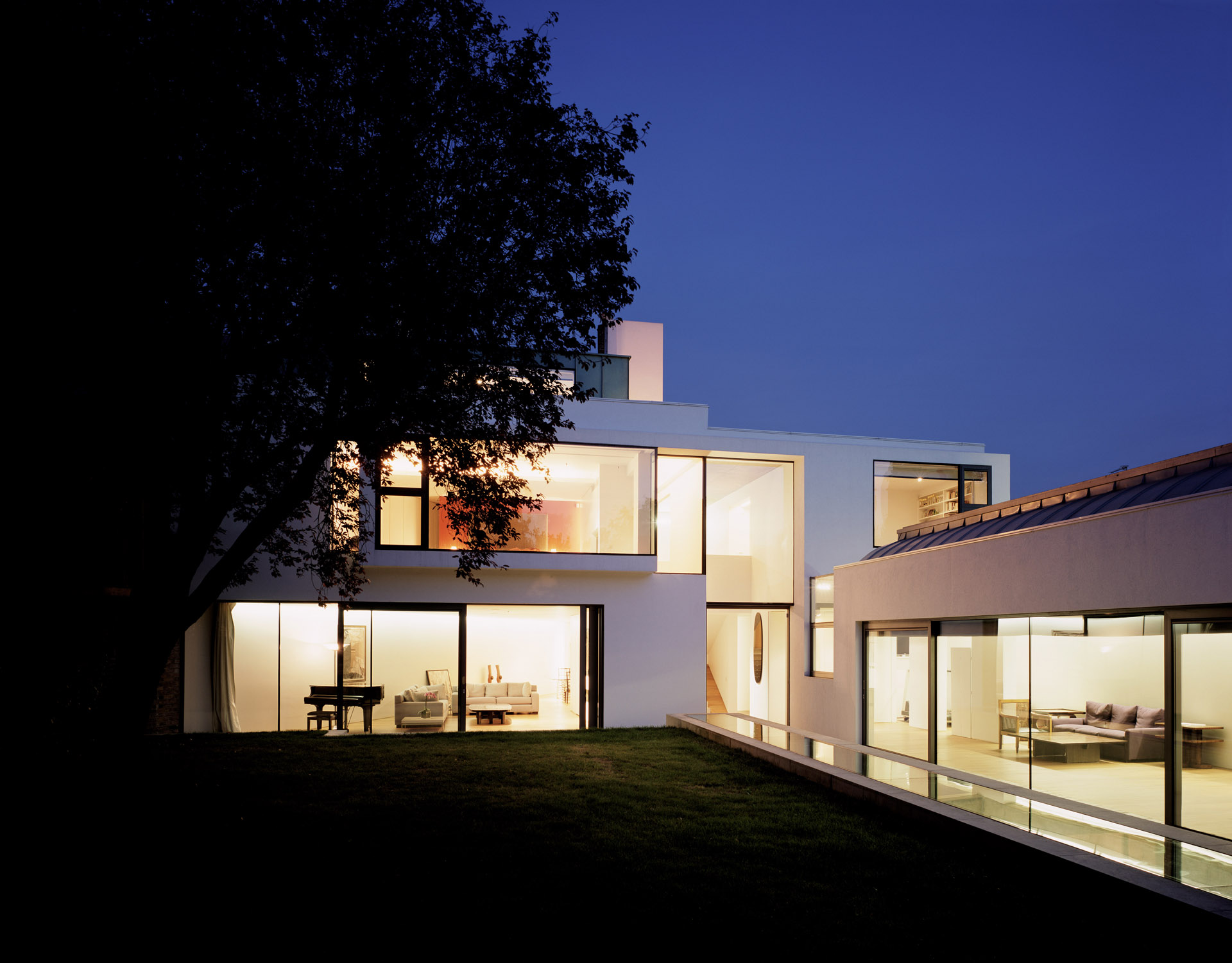
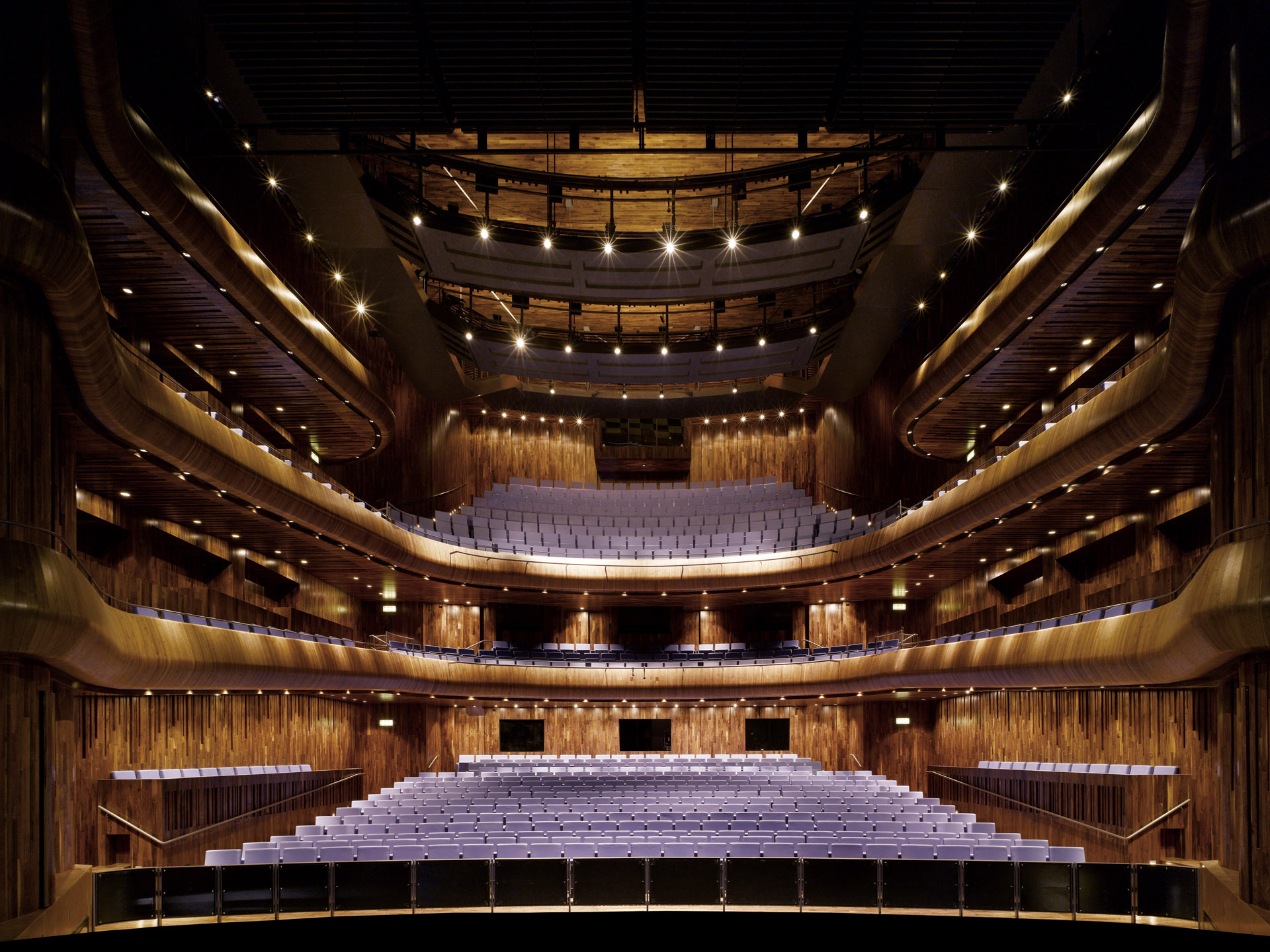
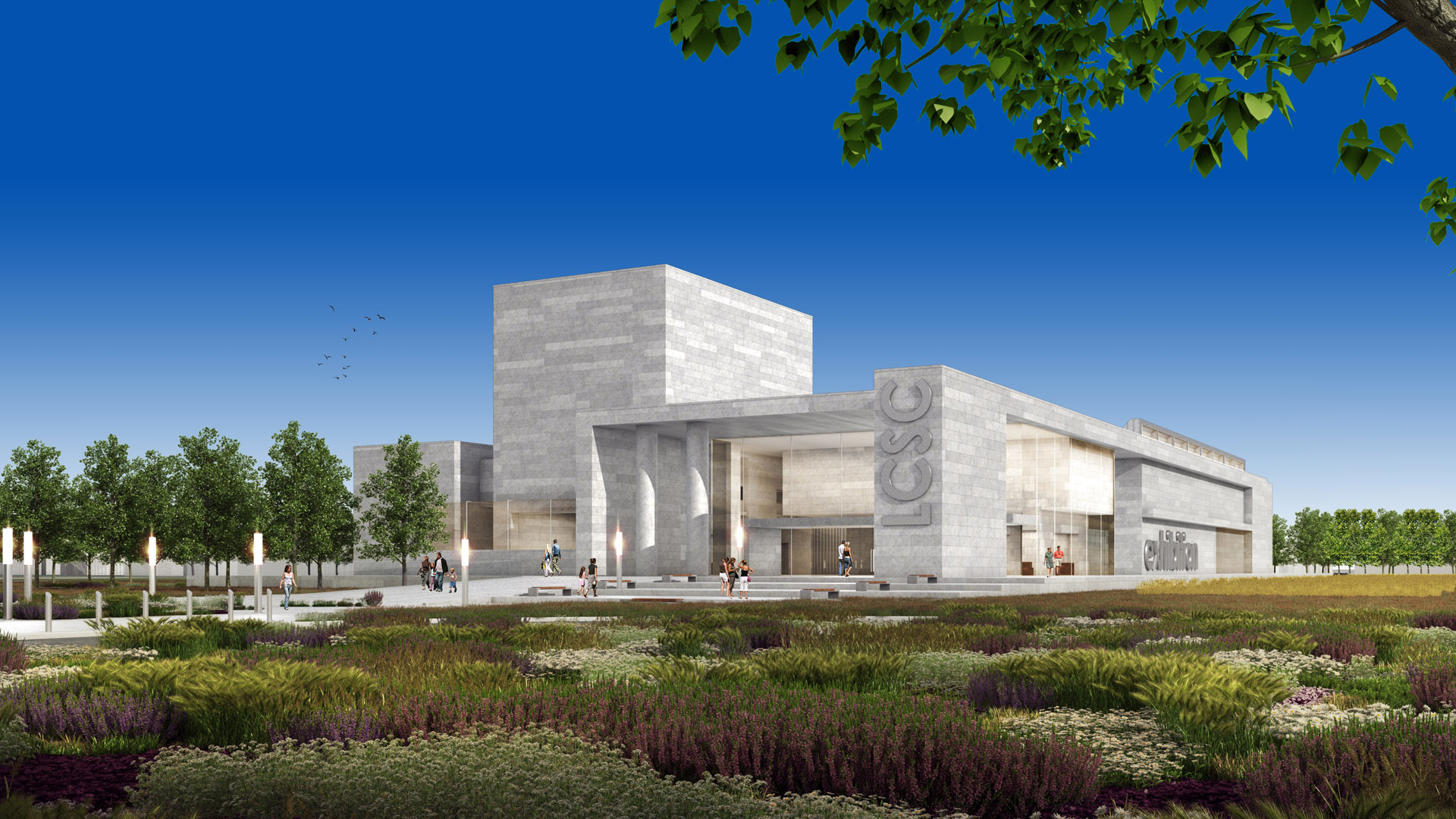
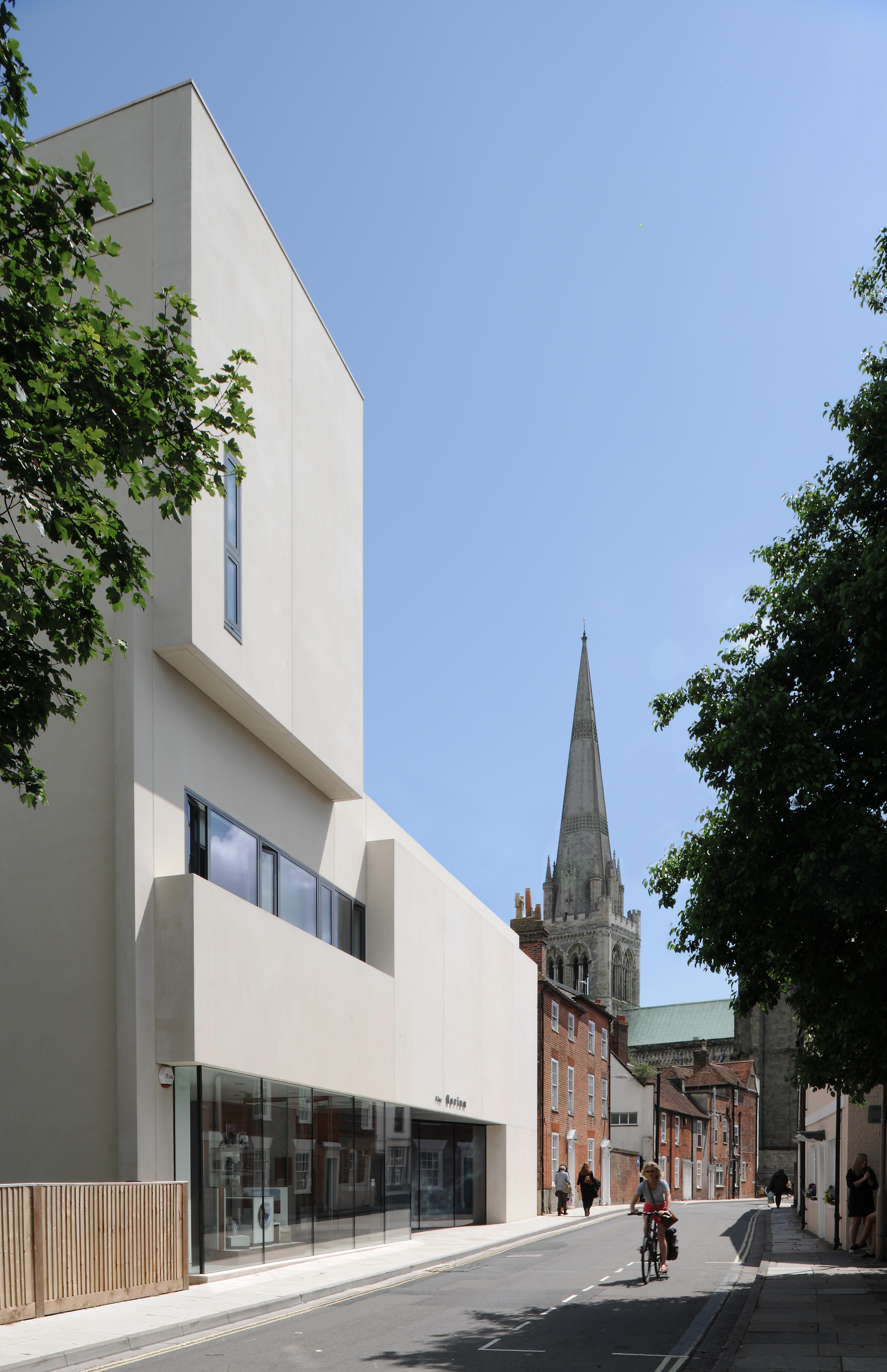